# Costos de cambio
Los costos de cambio (switching costs, en inglés), es un concepto utilizado en  microeconomía. Estos se refieren a los costos o obstáculos económicos, financieros o psicológicos que enfrenta un consumidor cuando cambia de un servicio, producto o proveedor a otro. Estos costos pueden tomar distintas formas, como gastos financieros, tiempo, esfuerzo e incluso costos emocionales. Estos influyen significativamente en la dinámica de un mercado, especialmente en entornos monopolísticos y en oligopolios; desempeñan un papel clave en la toma de decisiones de consumidores y las estrategias de las empresas. 
Los costos de cambio se suelen clasificar en tres categorías: costos de cambio de procedimiento, costos de cambio financiero y costos de cambio relacional. Los costos de cambio de procedimiento se refieren al gasto de tiempo, esfuerzo para localizar, adaptar y utilizar una nueva marca o proveedor; los costos de cambio financiero se relacionan principalmente con la pérdida de beneficios y costos de pérdidas financieras; y los costos de cambio relacional se refieren a la pérdida de lazos o vinculós desarrollados entre cliente y marca.

## Tipos de costos de cambio

### Los costos de cambio de procedimiento
Los costos de cambio de procedimiento, consisten en: riesgo económico, costos de evaluación, costos de aprendizaje y de configuración, este tipo de costo involucra principalmente el gasto de tiempo y esfuerzo. Los costos de incertidumbre pueden entrar bajo esta categoría de costos de cambio, ya que estos en esencia se refieren a la probabilidad de que al cambiar, exista un menor rendimiento. De igual forma los costos de evaluación se refieren a aquellos costos de tiempo y esfuerzo asociados a la búsqueda y análisis necesario para realizar la decisión  de cambio. Los costos de configuración se refieren a los costos de tiempo y esfuerzo asociados con el proceso de iniciar una nueva relación con un proveedor o configurar un nuevo producto para su uso inicial. Los costos de aprendizaje se refieren a los costos del tiempo y esfuerzo para aprender nuevas habilidades para utilizar un nuevo producto. Estos aparecen cuando conocimiento necesario para usar una marca puede no ser transferible a otra marca del mismo producto, por ejemplo cuando un consumidor está acostumbrado y ha aprendido a usar una computadora con cierto software de una marca en específico, tendrá incentivos a continuar comprando de esta en vez de comprar de otra marca con otro software.

### Los costos de cambio financiero
Los costos de cambio financiero implican la pérdida de recursos que desde un punto de vista financiero, son cuantificables. En esta categoría se pueden meter los costos de transacción, ya que estos aparecen cuando se cambia entre marcas completamente idénticas; ejemplo de esto puede ser que dos bancos ofrecen cuentas corrientes idénticas, pero pueden existir altos costos de transacción al cerrar una cuenta con un banco para cambiarse al de un banco competidor. También pueden entrar en esta categoría los costos hundidos, los cuales representan las percepciones de los clientes sobre el tiempo, dinero y esfuerzo no recuperables. Aquí también pueden entrar Los costos artificiales o contractuales surgen enteramente a discreción de las empresas, y consisten en aquellas estrategias que usan las empresas para asegurar a sus clientes, como por ejemplo programas de fidelidad como el programa de “viajero frecuente”, que recompensa a los clientes por viajar repetidamente en el mismo transportador.

### Costos de cambio relacional
Los costos de cambio relacional representan un costo psicológico o malestar emocional debido a la pérdida de identidad y  ruptura de vínculos de un cliente hacia la marca. Los costos de pérdida de relación con la marca son las pérdidas asociadas con la ruptura de los lazos de identificación que se han desarrollado entre el cliente y la marca. Mientras que Los costos de pérdidas de relaciones personales van más enfocados a la familiaridad que tienen los consumidores con los empleados del proveedor actual, y un cambio de proveedor rompería este lazo de familiaridad. 
Los costos de transacción y de aprendizaje, reflejan costos sociales reales de cambiar entre marcas, mientras que los costos artificiales o contractuales no reflejan costos sociales. Los costos de incertidumbre, los costos de evaluación, los costos de configuración y los costos de pérdidas de relaciones representan costos de cambio que tienen el potencial de prevenir a un cliente de realizar el cambio.

## impacto de los costos de cambio en la dinámica y competencia de mercado

### Duopolio de productos diferenciados
En un duopolio de productos diferenciados de dos períodos, los costos de cambio hacen que la demanda sea menos elástica, no solo en el segundo periodo donde los consumidores están “atrapados” por sus decisiones previas, sino también en el primero.  Esto sucede porque los consumidores anticipan que las empresas con mayor cuota de mercado cobrarán precios más altos en el futuro, haciéndolas menos atractivas. Las empresas compiten agresivamente en el primer periodo para ganar cuota de mercado, lo que en un principio genera precios más bajos. Los consumidores previsores deben predecir los precios del segundo periodo al tomar su decisión de a qué proveedor comprar en el primer periodo ya que reconocen que están atrapados. Aunque en caso de que las preferencias de los consumidores no está influenciada por la tomada en el periodo previo, mostraría que en un equilibrio simétrico los precios y ganancias de un mercado con costos de cambio sería igual a uno sin costos de cambio; por lo que las preferencias cambiantes de los consumidores anularía la anticompetitividad de los costos de cambio.

### Impacto en las dinámicas de mercado
En un mercado dinámico, los costos de cambio pueden brindar a las empresas una ventaja en el mercado que en ocasiones es análoga al poder de monopolio. Las empresas obtienen un grado de poder de monopolio por medio de los costos de cambio, lo que deriva en un mercado menos competitivo y la posibilidad de un precio mayor. Un ejemplo de cómo las empresas pueden tener ventaja en el mercado por medio de los costos de cambio, es creando barreras de entrada al mercado a través de los costos de cambio lo que le brinda a la empresa existente una ventaja competitiva sobre los nuevos participantes del mercado; por que los primeros en entrar obtienen la ventaja del primer jugador al generar fidelidad con los consumidores existentes, mientras que los últimos en entrar deben invertir extra para tratar de atraer consumidores de la empresa ya existente. Los costos de cambio pueden debilitar la competencia entre las empresas existentes e incluso podrían obstaculizar la entrada de nuevos competidores.
Los costos de cambio pueden llegar a permitir comportamientos monopólicos, ya que las empresas explotan a los clientes atrapados. Un ejemplo de casos donde esto sucede, puede ser el de Kodak donde destaca cómo las empresas hacen uso de los mercados de mantenimiento patentados para reforzar su dominio.

## Revisar también
- Oligopolios
- Monopolios
- Barreras de entrada
- Costos de transacción
- Duopolio